# العلاقات السودانية الهايتية
العلاقات السودانية الهايتية هي العلاقات الثنائية التي تجمع بين السودان وهايتي.

## مقارنة بين البلدين
هذه مقارنة عامة ومرجعية للدولتين:
| وجه المقارنة                                              | السودان                     | هايتي                                |
| --------------------------------------------------------- | --------------------------- | ------------------------------------ |
| المساحة (كم2)                                             | 1.89 مليون                  | 27.75 ألف                            |
| عدد السكان (نسمة)                                         | 40.53 مليون                 | 10.98 مليون                          |
| الكثافة السكانية (ن./كم²)                                 | 21.44                       | 395.68                               |
| العاصمة                                                   | الخرطوم                     | بورت أو برانس                        |
| اللغة الرسمية                                             | اللغة العربية، لغة إنجليزية | لغة فرنسية، اللغة الكريولية الهايتية |
| العملة                                                    | جنيه سوداني                 | جوردة هايتية                         |
| الناتج المحلي الإجمالي (بليون دولار)                      | 117.49 مليار                | 8.41 مليار                           |
| الناتج المحلي الإجمالي (تعادل القوة الشرائية) بليون دولار | 176.55 مليار                | 18.82 مليار                          |
| الناتج المحلي الإجمالي الاسمي للفرد دولار أمريكي          | 2.41 ألف                    | 818                                  |
| الناتج المحلي الإجمالي للفرد دولار أمريكي                 | 4.07 ألف                    | 1.73 ألف                             |
| مؤشر التنمية البشرية                                      | 0.479                       | 0.483                                |
| رمز المكالمات الدولي                                      | +249                        | +509                                 |
| رمز الإنترنت                                              | سودان                       | .ht                                  |
| المنطقة الزمنية                                           | ت ع م+03:00، ت ع م+02:00    | 00                                   |

## منظمات دولية مشتركة
يشترك البلدان في عضوية مجموعة من المنظمات الدولية، منها:
| علم المنظمة | اسم المنظمة                                 | تاريخ انضمام السودان | تاريخ انضمام هايتي |
| ----------- | ------------------------------------------- | -------------------- | ------------------ |
|             | الاتحاد البريدي العالمي                     | ?                    | ?                  |
|             | يونسكو                                      | 26 نوفمبر 1956       | 18 نوفمبر 1946     |
|             | البنك الدولي للإنشاء والتعمير               | 5 سبتمبر 1957        | 8 سبتمبر 1953      |
|             | وكالة ضمان الاستثمار متعدد الأطراف          | 7 نوفمبر 1991        | 11 ديسمبر 1996     |
|             | الاتحاد الدولي للاتصالات                    | 23 أكتوبر 1957       | 10 أكتوبر 1927     |
|             | منظمة الشرطة الجنائية الدولية               | ?                    | ?                  |
|             | مؤسسة التمويل الدولية                       | 21 أكتوبر 1960       | 20 يوليو 1956      |
|             | الأمم المتحدة                               | 12 نوفمبر 1956       | 24 أكتوبر 1945     |
|             | مجموعة دول أفريقيا والكاريبي والمحيط الهادئ | ?                    | ?                  |
|             | مؤسسة التنمية الدولية                       | 24 سبتمبر 1960       | 13 يونيو 1961      |
|             | منظمة حظر الأسلحة الكيميائية                | ?                    | ?                  |
|             | المركز الدولي لتسوية المنازعات الاستشارية   | 9 مايو 1973          | 26 نوفمبر 2009     |

## وصلات خارجية
- موقع وزارة الخارجية السودانية
- موقع وزارة الخارجية الهايتية